# Elena Băsescu
Elena Băsescu (Costanza, 24 aprile 1980) è una politica rumena, figlia minore dell'ex presidente della Romania Traian Băsescu; europarlamentare dal 2009 al 2014, fotomodella, ed economista. Il 24 febbraio 2008 è stata eletta segretario generale dell'organizzazione giovanile del Partito Democratico Liberale (con 377 voti favorevoli e 6 contrari), provocando di conseguenza le dimissioni del fisico Eugen Stamate della Scuola di educazione presidenziale, in segno di protesta.

## Formazione
Elena Băsescu ha conseguito la laurea presso la Facoltà di Relazioni Commerciali Bancarie Finanziarie Interne e Internazionali dell'Università Romena-Americana di Bucarest (1999-2004) e successivamente ha ottenuto un master in scienze politiche, presso la Scuola nazionale di studi politici e amministrativi.

## Carriera politica e professionale
Nel 2009, Elena Băsescu si è candidata in vista delle elezioni del Parlamento europeo. Dopo aver affrontato una grande opposizione da parte della stampa, ha deciso di candidarsi da indipendente, aiutata dai colleghi dell'ala giovane del PD-L. Alle elezioni europee di quell'anno ha ricevuto il 4,22% dei voti, potendo così diventare europarlamentare.
Il 7 giugno 2009, dopo aver appreso di essere stata eletta come indipendente, è stata immediatamente reintegrata nel PD-L. Lo stesso giorno ha ricevuto da Monica Iacob Ridzi i documenti necessari per essere riammessa nel partito.
Nel 2016, ha assunto incarico presso la Camera di commercio e industria nel Dipartimento Relazioni Internazionali, con uno stipendio netto di 3000 lei.

## Vita privata
Il 1º settembre 2012, ha sposato Bogdan Ionescu, con il quale ha avuto una relazione per più di 3 anni. Lo stesso giorno, si è tenuta la cerimonia religiosa. Poco dopo, Elena ha annunciato su Twitter che avrebbe mantenuto il suo nome. I testimoni dei due erano il deputato del PD-L Răzvan Mustea e sua moglie Aura. Răzvan Mustea è stato anche presidente dell'organizzazione giovanile del Partito Democratico Liberale e ministro delle comunicazioni nel governo Ungureanu. Alla festa che si è svolta al Palazzo Snagov, erano presenti oltre 600 ospiti: amici e conoscenti della sposa, genitori e padrini.
Il 1º settembre 2013, ad un anno passato dal matrimonio con Bogdan Ionescu, Elena ha dato alla luce il suo primo figlio, una bambina di nome Sofia Anais Ionescu-Băsescu.
Il 30 novembre 2013 ha tenuto Sofia Anais a battesimo, il padrino di battesimo era il sindaco di Chisinau, Dorin Chirtoacă.
Il 31 gennaio 2015, Elena Băsescu ha dato alla luce il secondo figlio, di nome Traian.

## Opinioni sulla stampa su Elena Basescu
Oana Lungescu, futuro reporter della BBC, scrisse nel 1999 che "il futuro politico di un'altra celebrità sexy appare più dubbio", riferendosi a colei che chiama "Paris Hilton della Romania". Secondo il giornalista, sarebbe "più interessata alle feste che ai partiti politici" ei "video con le sue gaffe sono dei successi su Internet". La rivista francese L'Express descrive, che ha dovuto affrontare accuse di nepotismo e incompetenza alimentati da una serie di gaffe ed errori grammaticali" (di cui il più noto è "Puoi anche avere fallimenti, puoi anche avere successo.") Alison Mutler, scrittrice di Associated Press ha dichiarato che "Elena Basescu spera sul podio, entra nei club fino al mattino e mutila la grammatica", mostrando che un critico l'ha paragonata a una bambola Barbie. Elena Băsescu ha protestato contro l'articolo, dicendo che mina la sua reputazione, il padre e la Romania.